# Socha svatého Jana Nepomuckého (Neděliště)
Socha svatého Jana Nepomuckého se nalézá na návsi u zámku Neděliště v obci Neděliště v okrese Hradec Králové. Barokní pískovcová socha z první poloviny 18. století od neznámého autora je chráněna jako kulturní památka ČR. Národní památkový ústav tuto sochu uvádí v katalogu památek pod rejstříkovým číslem ÚSKP 24152/6-658.

## Historie
Barokní pískovcová socha svatého Jana Nepomuckého byla podle nápisů na soklu sochy postavena v roce 1729 nákladem majitelů panství Karla Ferdinanda Dobřenského z Dobřenic a jeho manželky Alžběty, rozené Strakové z Nedabylic. Socha stála původně na návrší u okresní silnice vedoucí k Sendražicím a roku 1899 byla přenesena na současné místo před zámek.

## Popis
Socha svatého Jana Nepomuckého stojí na trojbokém soklu ozdobeném po stranách volutami se střapci a zakončeném konkávní římsou, na níž je umístěno skalisko, na kterém stojí svatý Jan Nepomucký v tradičním ikonografickém pojetí oděný v kanovnickém rouchu s biretem na hlavě skloněné k levému rameni. Světec vykračuje pravou nohou a zbožně pohlíží na krucifix, který drží v náručí. Po stranách u jeho nohou sedí na skalisku dva andílci. Andílek vlevo drží v rukou plaketu nečitelným reliéfem, andílek vpravo přidržuje ležící vědro, z něhož vytéká voda. 

## Galerie

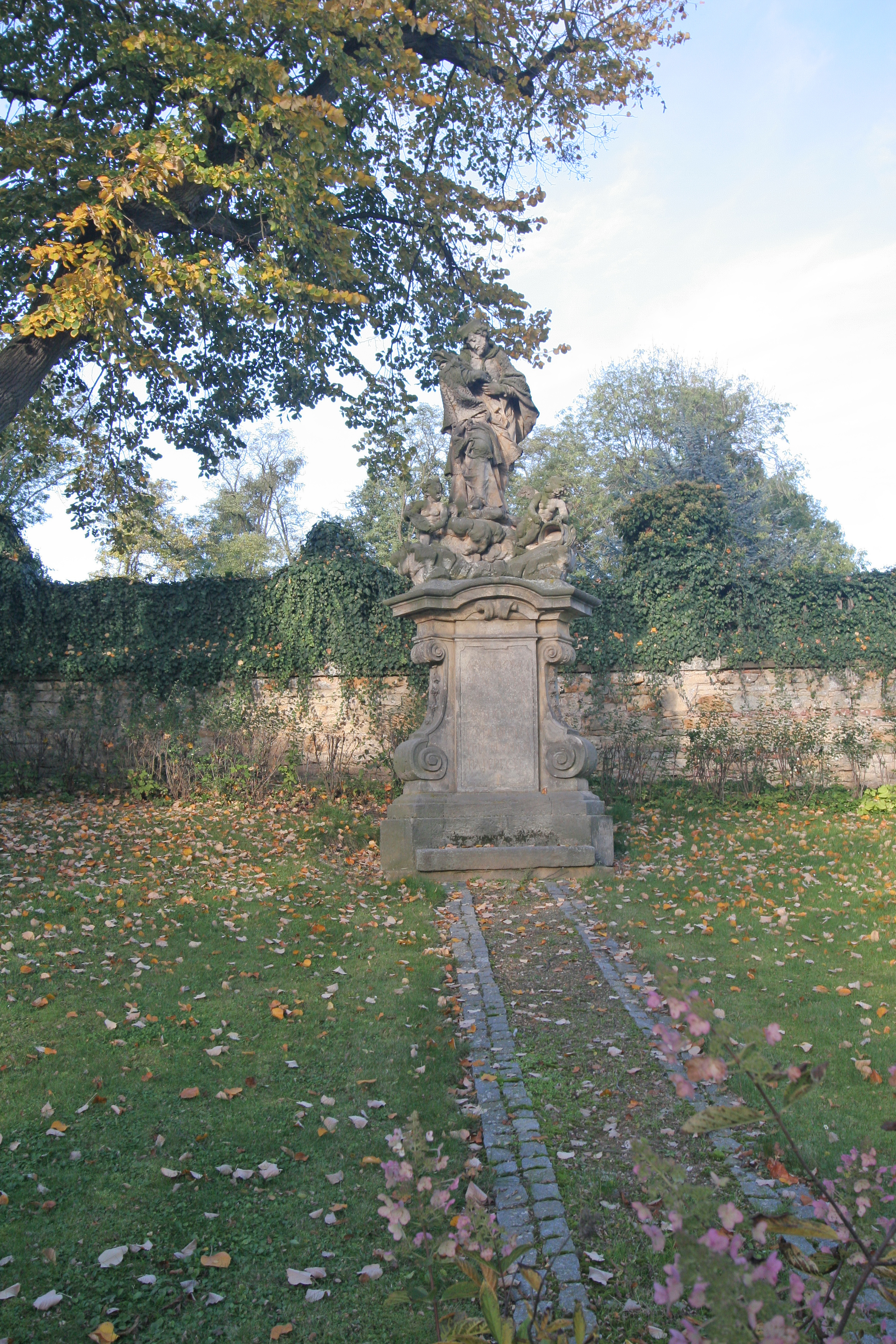
Socha sv. Jana Nepomuckého v Nedělišti